# Esplorazione di Mercurio
L'esplorazione di Mercurio è avvenuta per mezzo di sonde spaziali semiautomatiche. Ad oggi solo due sonde, entrambe della NASA. La Mariner 10, nel 1974-1975, e MESSENGER, che è entrata in orbita attorno al pianeta il 18 marzo 2011, dopo averlo sorvolato tre volte nel biennio 2008-2009. La principale scoperta di queste missioni effettuata relativamente vicino al pianeta (avvicinamento fino a 200 km da terra) si riferisce alla presenza di un campo magnetico che sembra indicare che Mercurio abbia un nucleo ancora parzialmente liquido, contrariamente alle ipotesi iniziali.
Una terza missione denominata BepiColombo e sviluppata congiuntamente dall'ESA e dalla JAXA, è stata lanciata il 19 ottobre 2018 e dovrebbe raggiungere Mercurio nel 2025.
Rispetto ad altri pianeti del Sistema solare interno, Mercurio è difficile da esplorare poiché la velocità richiesta per raggiungerlo è relativamente elevata e la sua vicinanza al Sole rende difficile manovrare un veicolo spaziale in un'orbita stabile attorno ad esso.

## L'interesse in Mercurio

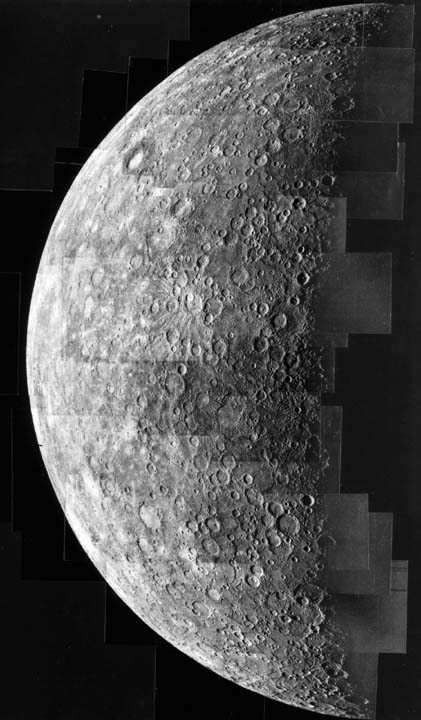
Mercurio, il 28 marzo 1974, ripreso dal Mariner 10 sei ore prima del massimo avvicinamento.

Prima che Mercurio fosse raggiunto dal Mariner 10 esistevano varie ipotesi sul suo aspetto e sulle sue caratteristiche, ma la più accreditata era che si trattasse di un corpo celeste molto simile alla Luna. Nonostante le immagini riprese durante il primo avvicinamento sembrassero confermare tale ipotesi, la scoperta di un campo magnetico planetario e della sua magnetosfera nel momento del massimo avvicinamento, sorprese gli studiosi, rivelando un pianeta molto più complesso di quanto precedentemente pensato.
Alla conclusione della missione, lo Space Science Board della National Academy of Science si espresse a favore di nuove missioni esplorative, ma ponendole sempre in secondo piano rispetto all'esplorazione di Marte o Venere. Nonostante fossero state avanzate varie proposte di missione, trascorsero quasi trent'anni prima che le agenzie spaziali ne approvassero di nuove.
Il ridotto interesse in Mercurio può essere anche spiegato dal fatto che il pianeta appare inadatto all'esistenza di forme di vita autoctone, né appare semplice sfruttarne le risorse. Poiché è così vicino al Sole (in media la distanza tra Mercurio ed il Sole è di 0,387 AU) e poiché ruota intorno al proprio asse molto lentamente (58,6 giorni), la temperatura superficiale varia tra 100 K e 700 K (ossia tra i -173 e i 426 gradi centigradi).
L'altra ragione importante che ha contribuito a ridurre il numero di missioni verso Mercurio è l'alto costo intrinseco di ognuna di esse dettato dalla vicinanza del Sole, che determina:
- la necessità che ogni sonda sia dotata di un pesante scudo termico
- un elevato consumo di carburante per contrastare l'incremento nella forza attrattiva, durante la discesa nel pozzo gravitazionale solare
- un elevato consumo di carburante per porre e mantenere la sonda in orbita intorno al pianeta,[8] non essendo tra l'altro possibili manovre quali l'aerobraking sviluppate per pianeti dotati di un'atmosfera, o l'utilizzo di un paracadute per aiutare l'atterraggio di un lander.

## Raggiungere Mercurio

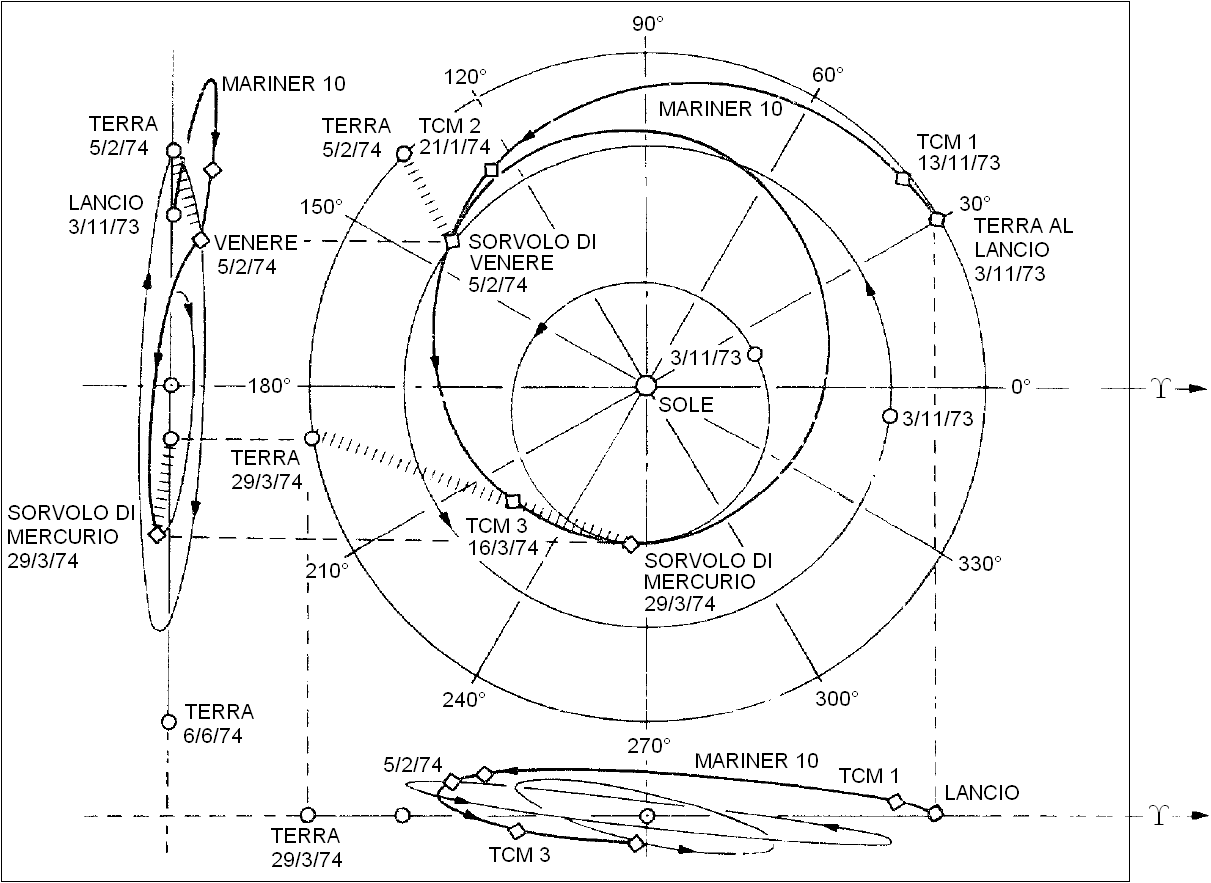
Prima metà della traiettoria percorsa dalla sonda statunitense Mariner 10.

Raggiungere Mercurio con un trasferimento diretto dalla Terra richiederebbe un quantitativo di propellente proibitivo. Tuttavia, è possibile ridurne la quantità necessaria utilizzando opportune traiettorie che prevedono sorvoli multipli del pianeta Venere, del quale sfruttano l'effetto fionda per decelerare la sonda.
Il primo a calcolare una traiettoria simile fu uno studente universitario che lavorava in estate presso il Jet Propulsion Laboratory della NASA, Michael Minovitch, nel 1963. Minovitch calcolò le condizioni del sorvolo di Venere che avrebbero reindirizzato la sonda verso Mercurio, permettendone un sorvolo ravvicinato. La sua traiettoria fu adottata per la missione del Mariner 10.
Un importante miglioramento venne consigliato nel 1970, a tre anni dal lancio, da Giuseppe Colombo, professore ordinario di Meccanica applicata presso la facoltà di Ingegneria di Padova in visita al JPL. Colombo constatò che il periodo dell'orbita della sonda dopo il fly-by di Mercurio sarebbe coinciso con il doppio del periodo di rivoluzione del pianeta stesso e suggerì di sfruttare tale risonanza per programmarne molteplici sorvoli di Mercurio. La sua modifica fu prontamente implementata nel piano di missione e permise ben tre sorvoli di Mercurio, prima che la sonda esaurisse il propellente.

Traiettoria interplanetaria della sonda statunitense MESSENGER.

Nel 1985 un altro ricercatore del JPL, Chen-Wan Yen, calcolò delle strategie di volo che, attraverso sorvoli multipli di Venere e Mercurio avrebbero permesso l'inserzione in orbita attorno al secondo a fronte di un basso valore del delta-v necessario. Yen propose, dopo il lancio dalla Terra (E), due sorvoli di Venere (V), due sorvoli di Mercurio (M) e quindi l'inserzione in orbita attorno al pianeta al terzo incontro, sequenza che viene schematizzata come E-VVMM-M. Presentò successivamente un'altra proposta, schematizzabile come E-VVMMM-M, con un periodo di volo chiaramente più lungo ma che avrebbe permesso di trasportare sul pianeta un carico utile maggiore.
La prima sonda ad utilizzare una rielaborazione delle proposte di Yen è stata MESSENGER che ha seguito un piano di volo E-EVVMMM-M, in cui è stato previsto anche un fly-by della Terra per ridurre ulteriormente il propellente necessario per l'inserzione in orbita attorno a Mercurio (come nell'immagine). La missione, lanciata nel 2004 e arrivata su Mercurio nel 2011, ha impiegato quasi sette anni per completare il suo percorso.
Infine un'opzione alternativa indicata anche dallo Space Science Board è quella di utilizzare un propulsore a bassa spinta e nello specifico, un propulsore elettrico. Questa è la soluzione che è stata adottata dall'ESA per la missione BepiColombo.

## Mariner 10

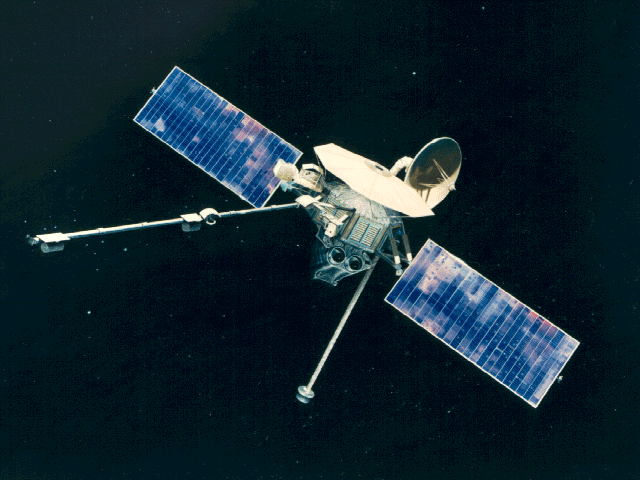
Mariner 10

La prima, e per ben trentatré anni unica, sonda spaziale ad aver visitato Mercurio è stata la statunitense Mariner 10 negli anni 1974-1975.
Essa venne lanciata il 3 novembre 1973, sorvolò Venere il 5 febbraio 1974 e raggiunse Mercurio per la prima volta il 16 marzo 1974. In seguito sorvolò nuovamente il pianeta il 21 settembre 1974 ed il 16 marzo 1975. Il terzo incontro fu il più stretto e fu raggiunta la distanza minima dalla superficie di 327 km.
La sonda era dotata di strumenti per la raccolta immagini, di rilevatori nell'infrarosso e nell'ultravioletto, di un magnetometro e di strumenti per la rilevazione delle particelle cariche. Fu mappato il 45% della superficie con una risoluzione attorno ai 20 km. Le immagini rivelarono notevoli somiglianze con la Luna; entrambi i corpi infatti sono ricoperti da miriadi di crateri. Le osservazioni nell'ultravioletto indicarono che la superficie era ricoperta di polvere molto fine e non risultarono flussi recenti di lava basaltica. Fu scoperta l'esistenza di un campo magnetico planetario, la cui intensità risultò 1% di quella terrestre, e di una tenue atmosfera composta principalmente di elio. Vennero migliorate le stime della massa e delle dimensioni del pianeta, che confrontate con i dati della sua orbita permisero di effettuare verifiche della relatività generale di Einstein.

## MESSENGER

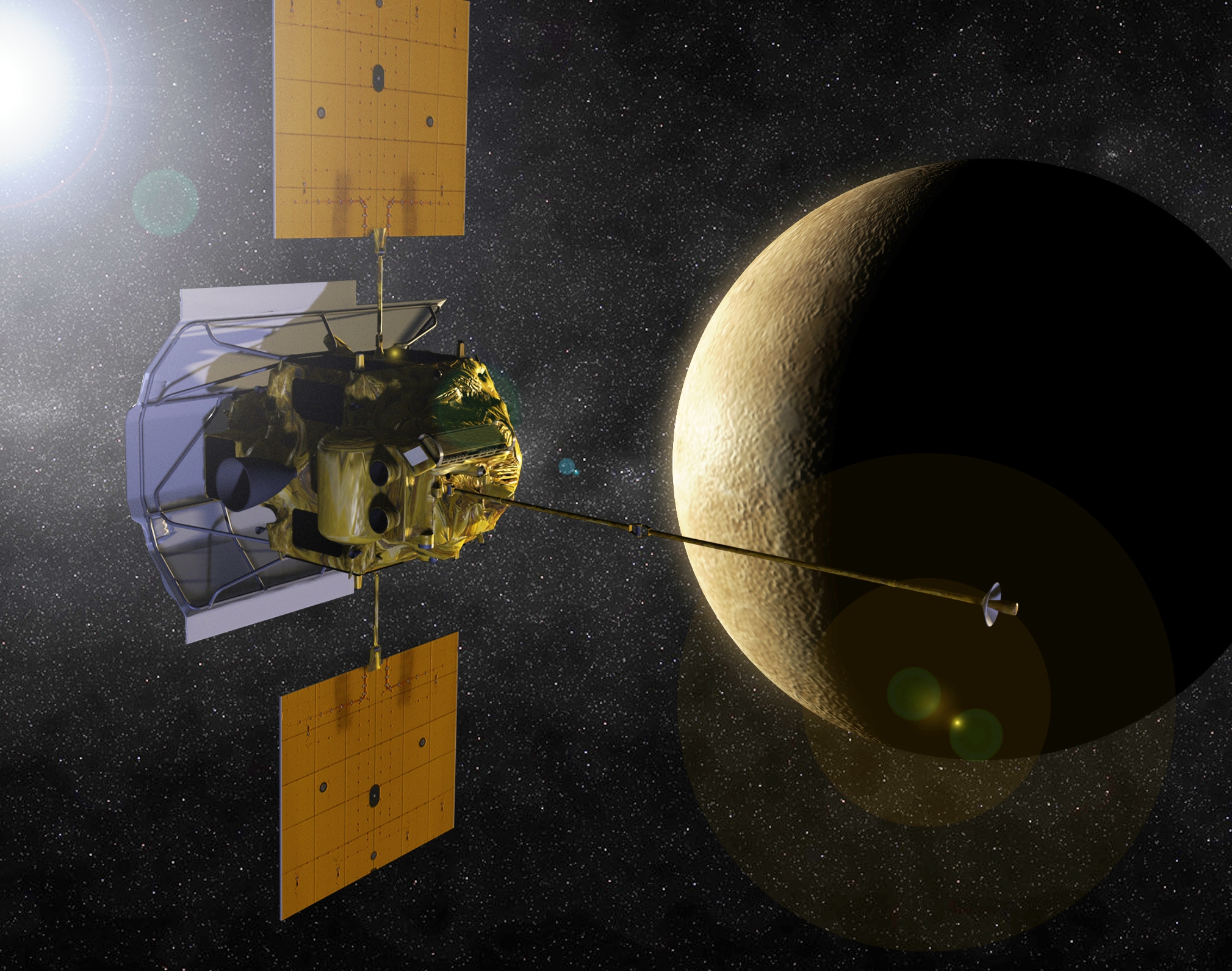
Immagine artistica di MESSENGER in orbita attorno a Mercurio

La missione NASA MESSENGER è stata lanciata il 3 agosto 2004 ed è stata progettata per studiare le caratteristiche e l'ambiente del pianeta Mercurio. Gli obiettivi scientifici della missione consistono nello studiare la composizione chimica della superficie, la sua storia geologica, la natura del suo campo magnetico, la dimensione e le caratteristiche del nucleo, la natura della esosfera e della magnetosfera. La missione avrà una durata di un anno terrestre circa ed effettuerà per la prima volta una ripresa completa della superficie del pianeta con fotocamere con risoluzione di 18 metri, mentre Mariner 10 riuscì ad osservare solo un emisfero con una risoluzione di 1 km.
Nei sette anni di navigazione sono previsti un fly-by della Terra, 2 di Venere e 3 di Mercurio. L'esecuzione di manovre di fionda gravitazionale in tali occasioni, permetterà di ridurre il consumo di carburante, rendendolo complessivamente inferiore a quello richiesto per una rotta diretta dalla Terra a Mercurio, più rapida ma più costosa. Il primo fly-by di Mercurio è avvenuto il 14 gennaio 2008, il secondo il 6 ottobre 2008 ed il terzo il 29 settembre 2009; l'inserzione in orbita è avvenuta il 18 marzo 2011.

## BepiColombo
Il 20 ottobre 2018 dopo numerosi rinvii è avvenuto il lancio della missione BepiColombo, frutto della collaborazione tra l'Agenzia Spaziale Europea e la Agenzia spaziale giapponese. Dopo diversi sorvoli ravvicinati la sonda entrerà in orbita attorno a Mercurio nel 2025. 
La missione si compone di due sonde, uno di fabbricazione europea, e l'altra di fabbricazione giapponese. La navigazione sarà affidata al modulo europeo che rilascerà l'orbiter giapponese solo dopo l'inserzione in orbita attorno a Mercurio.
La missione sarà dedicata all'esplorazione completa del pianeta e del relativo ambiente, sarà volta a comprendere come si sviluppa un corpo celeste nella parte più calda della nebulosa solare; si studierà inoltre la magnetosfera e verranno fatte le relative comparazioni con quella terrestre.

## Altre missioni proposte

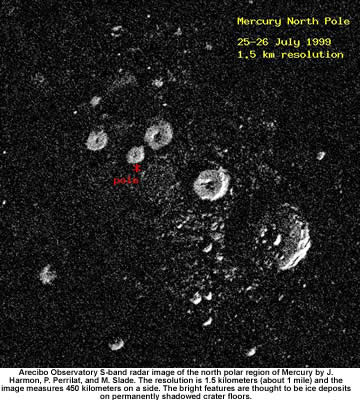
Immagine radar del polo nord di Mercurio

Nel 1983 fu proposta all'ESA una missione per un sorvolo di Mercurio, indicata come Messenger, che avrebbe ripreso inoltre l'esplorazione del sistema solare interno dopo il successo delle missioni congiunte NASA-Germania Ovest delle sonde Helios. Due anni dopo, una nuova proposta, questa volta per un orbiter, non fu accolta perché prevedeva l'utilizzo di propulsori elettrici della quale, allora, l'Agenzia europea non era in possesso.
Per caratterizzare la magnetosfera mercuriana sono necessarie almeno due sonde che eseguano rilevazioni contemporaneamente ed in punti distinti. Nel 1988-90 fu avanzata alla NASA una proposta in tal senso che non fu accolta. Allo stesso modo non furono accolte dall'ente spaziale statunitense altre due missioni: l'orbiter Hermes, che sarebbe stato equipaggiato di soli tre strumenti e che avrebbe percorso una delle traiettorie calcolate da Yen, ideato nell'ambito del programma Discovery; e il Mercury Polar Fly-by, che – come suggerisce il nome – avrebbe compiuto tre sorvoli del pianeta, il primo in corrispondenza del polo nord, il secondo dell'equatore ed il terzo in corrispondenza del polo sud, permettendo in questo modo di mappare i depositi di ghiaccio individuati nei crateri polari attraverso osservazioni radar nel 1992.
Si giunse così al 1998 e 2000 quando furono selezionate dalla NASA e dall'ESA rispettivamente MESSENGER e BepiColombo.

### Missioni future
Mercury-P è una proposta di missione di Roscosmos, l'agenzia spaziale russa. Costituita da un orbiter e un lander, era programmata per gli anni 2020, tuttavia a causa del fallimento della missione Fobos-Grunt, non partirà prima del 2031. Sarebbe il primo lander che atterebbe sulla superficie di Mercurio.
Mercury Lander è invece una proposta di missione presentata dall'Applied Physics Laboratory alla NASA per il Planetary Science Decadel Survey per il decennio 2023-2032, che prevede anch'essa di inviare un veicolo d'atterraggio su Mercurio. Il lancio sarebbe previsto per il 2035 e il lander, a causa del calore del Sole nel lato diurno, atterrerebbe nel lato notturno, per una missione della durata di una notte mercuriana, equivalente a 88 giorni terrestri.